# Villejésus
Villejésus – miejscowość i gmina we Francji, w regionie Nowa Akwitania, w departamencie Charente. W 2013 roku populacja ówczesnej gminy wynosiła 556 mieszkańców.
Dnia 1 stycznia 2019 roku połączono dwie wcześniejsze gminy: Aigre oraz Villejésus. Siedzibą gminy została miejscowość Aigre, a nowa gmina przyjęła jej nazwę.